# Georges Prêtre
Georges Prêtre (Waziers, Norte-Paso de Calais; 14 de agosto de 1924-Navès, Occitania; 4 de enero de 2017) fue un director de orquesta francés. Dirigió en el Royal Opera House, Covent Garden, en la Ópera del Metropolitan, Nueva York, y el Teatro de La Scala, Milán. Trabajó con Maria Callas en varias ocasiones, y realizó grabaciones de Carmen y Tosca con ella, siendo su director musical favorito. Por un tiempo fue director musical de la Ópera de París. 
Además de la ópera, Prêtre es muy conocido por sus interpretaciones de música francesa. Está especialmente asociado con Francis Poulenc, habiendo dado el estreno de su ópera La voix humaine en la Opéra-Comique en 1959, en sus Sept répons des ténèbres en 1963. En 1999 dio una serie de conciertos en París para celebrar el centenario del nacimiento de Poulenc. 
En 2008, a la edad de 83 años, se convierte en el primer director francés y el más longevo en dirigir el Concierto de Año Nuevo de Viena, conocido mundialmente y seguido por millones de personas, récord que batió él mismo en 2010 al dirigirlo con 85 años.

## Biografía
Nacido en el departamento del Norte, estudió armonía con Maurice Duruflé en el Conservatorio de Douai y, a continuación, en el Conservatorio de París con André Cluytens.
En 1950 se casó con la soprano Gina Marny.
Después de su graduación como trompetista comenzó a dirigir en varios teatros de ópera franceses, a veces bajo el seudónimo de Georges Dherain, antes de debutar en 1956 en la Opéra-Comique de París con la obra de Richard Strauss, Capriccio y dirigir allí hasta 1963. En 1960, se lleva a cabo la primera actuación en el Teatro Nacional de la Opera-Comique con Vuelo de noche (ópera) de Luigi Dallapiccola. En el Grand Théâtre de Ginebra en la temporada 1953/1954 dirige La bella Helena, en 1956, Los cuentos de Hoffmann, en 1959 Eugene Onegin y Samson et Dalila.
En la Ópera de Chicago en 1959 dirige Thaïs (ópera) con Fernando Corena y Leontyne Price.
En 1961 hizo su debut en el Royal Opera House de Londres.
El debut en la Ópera de Viena fue en 1962 con Capricho con Lisa Della Casa y Walter Berry, a continuación dirigió Carmen (ópera) y Rigoletto, en 1963 Faust (ópera) con Wilma Lipp y Madama Butterfly y La Bohème con Luciano Pavarotti y Carlo Cava en 1964 y también Otello.
En octubre de 1964 hizo su debut en el Metropolitan Opera House de Nueva York con Samson et Dalila. Fue uno de los directores favoritos Maria Callas, con quien colaboró, tanto en el teatro como en el estudio de grabación, en algunas representaciones históricas, como las de Carmen y Tosca. En el Metropolitan en 1965 dirige Fausto con Nicolai Gedda, Gabriella Tucci, Cesare Siepi y Robert Merrill, Arabella (ópera) y Il trovatore, y en 1966 Parsifal (ópera) con Régine Crespin, La Traviata con Anna Moffo y Tristán e Isolda con Birgit Nilsson. En conjunto el maestro dirige 101 actuaciones hasta 1977.
En las repetidas ocasiones actuó, desde 1966, en el Teatro alla Scala de Milán, en Fausto con Gedda, Nicolaj Ghiaurov y Mirella Freni, en 1968 Turandot con Renato Capecchi y La Valquiria, en 1969 Roméo et Juliette, en 1970 Samson y Dalila con Shirley Verrett, en 1972 Carmen, con Fiorenza Cossotto y José van Dam, en 1973 Pelléas et Mélisande (ópera), en 1975 La bohème con Pavarotti, Rolando Panerai e Ileana Cotrubaş, La damnation de Faust con Frederica von Stade y L'Heure espagnole, L'enfant et les sortiléges, y Dafnis y Cloe de Ravel, en 1976 Werther (ópera) con Alfredo Kraus, en 1977 El martirio de San Sebastián de Claude Debussy, en 1978 Madama Butterfly, un concierto con Yvonne Minton y música de Berlioz y Manon Lescaut con Domingo, en 1980 dos conciertos, en 1981 Cavalleria rusticana (ópera) con Domingo y Pagliacci (ópera) con Domingo y Juan Pons, en 1982 un concierto y Los Troyanos con Angelo Nosotti, en 1984 tres conciertos, en 1987, cuatro conciertos, en 1988 un concierto con música de Gershwin, en 1990 un concierto con Aldo Ciccolini, en 1991 tres conciertos, tres conciertos en 1993, en 1995 un concierto transmitido por la Red 4 y tres conciertos con música de Richard Strauss, en el 1999 El martirio de San Sebastián, en 2005 un concierto difundido por Rete, en 2006 un concierto con la Staatskapelle de Dresde, en 2009 la Sinfonía núm. 5 (Mahler) y un concierto con la Filarmónica de Viena, y en 2010 y 2011 un concierto.
En Salzburgo en 1966 dirige un concierto con la Filarmónica de Berlín y Nathan Milstein.
En 1966 se convirtió en director musical de la Ópera Nacional de París.
Para el Gran Teatro La Fenice de Venecia en 1967 y en 1970 dirigió un concierto, en 1971 Roméo et Juliette y un concierto con Alexis Weissenberg y en 1973 un concierto con música de Ravel con Martha Argerich en el Teatro Grande (Brescia), en el Teatro Municipal Mario del Monaco y en la Iglesia de los Eremitani de Padua y Venecia, El martirio de San Sebastián con Lucia Valentini Terrani, Don Carlo con Ghiaurov, Katia Ricciarelli y con Fiorenza Cossotto, Pelléas et Mélisande.
Prêtre también es conocido como director de orquesta sinfónica, con afición por los autores franceses, y en particular para Francis Poulenc, para el que dirigió el estreno de la ópera La Voix Humaine en la Opéra-Comique de 1959 y sus Répons ténèbres en 1963.
En 1971, dirigió la primera actuación de radio en el auditorio de la Rai de Nápoles del Caballero de la rosa con Cotrubas.
En 1979, en Chicago dirige Fausto con Kraus, Ghiaurov y Freni y El amor de las tres naranjas.
En 1980 dirige Otelo con Piero Cappuccilli y Margaret Price en Ginebra y L'Enfance du Christ de Hector Berlioz con Valentini Terrani en la Iglesia de San Esteban (Venecia).
En Venecia, en La Fenice, en 1981 dirige la Sinfonía núm. 8 de Anton Bruckner, Manon (Massenet) y dos conciertos y en 1982 Don Quichotte de Massenet con Ruggero Raimondi.
En 1983 en Londres dirige Samson et Dalila con Jon Vickers y Verrett.
En 1989 inauguró la Ópera de la Bastilla y en Salzburgo dirige Tosca con Anna Tomowa Sintow y la Filarmónica de Viena y la Gran Messe des Morts de Berlioz.
En 1991, en Salzburgo dirige un concierto con la Orquesta Nacional de Francia y Barbara Hendricks.
En Venecia en 1992 dirigió dos conciertos y el concierto de gala para el Bicentenario en 1993 y La Damnation de Faust.
En 1994 dirigió a la nueva Orquesta Sinfónica Nacional de la RAI, unificada en Turín, y en 1999 llevó a cabo una serie de conciertos en París para celebrar el centenario del nacimiento de Poulenc. En 1988 Marcel Landowski le ha dedicado su cuarta sinfonía.
De 1986 a 1991, fue director titular de la Sinfónica de Viena, sucediendo Gennady Rozhdestvensky; de ese periodo, artísticamente muy productivo, quedan algunos testimonios de registros importantes para las etiquetas Orfeo y Erato. En 1990, en Viena, dirige Samson et Dalila con Plácido Domingo y Agnes Baltsa y el estreno del Concierto para 15 solistas y orquesta de Jean Françaix.
En 1997 en la Ópera Nacional de París dirigió Turandot con Barbara Frittoli.
La Fenice en 2001 dirigió un concierto en Pala Fenice Tronchetto y en 2004 en el Teatro La Fenice. El 31 de diciembre de 2004 y 1 de enero de 2005, dirige el Concierto de Año Nuevo de Venecia y el 30 y el 31 de diciembre de 2008 y 1 de enero de 2009 volvió a dirigir el Concierto de Año Nuevo de Venecia.
En 2004 dirige un concierto en Salzburgo. En 2005 dirige Carmen con la Orquesta de la Academia Nacional de Santa Cecilia en el Auditorium Parco della Musica.
El 1 de enero de 2008 fue el primer director francés llamado a dirigir el concierto tradicional de Año Nuevo en Viena, proponiendo una serie de obras con fuertes referencias a su tierra natal (incluyendo el himno "La Marsellesa "). El año anterior, que había dirigido el Concierto de Año Nuevo en Venecia en el Gran Teatro La Fenice, expresó su deseo de dirigir el Concierto de Año Nuevo de Viena, y su deseo se cumplió de inmediato; en 2009 dirigió nuevamennte en Venecia y en 2010, por segunda vez en pocos años, en Viena.
Prêtre murió en Francia el 4 de enero de 2017, a los 92 años. Tenía una casa en Navès (Tarn), cerca de Castres.

## Discografía parcial
- Gounod, Misa de Santa Cecilia - Georges Prêtre/Nouvel Orchestre Philharmonique De Radio France/Barbara Hendricks, 1984 EMI
- Mascagni, Leoncavallo, Cavalleria rusticana/Pagliacci - Pretre/Domingo/Bruson/Stratas, 1982/1983 CD Philips/Decca e DVD Deutsche Grammophon
- Poulenc: Gloria, Stabat Mater - Barbara Hendricks/Georges Prêtre/Orchestre National de France, 1985 EMI
- Verdi, La Traviata - Georges Prêtre/Caballè-Bergonzi, Milnes/RCA Italiana Opera Orchestra, 1967 BMG
- Bizet, Carmen - Pretre/Callas/Gedda Orq. teatro nacional de la ópera de París, 1964 EMI
- Bizet, Les Pecheurs De Perles - Georges Pretre, 2003 Warner
- Gounod: Faust - Choeurs de l'Opéra National de Paris/Georges Pretre/Jocelynne Taillon/Michele Command/Mirella Freni/Orchestre de l'Opéra National de Paris/Plácido Domingo, 1979 EMI/Warner
- Massenet: Werther - Georges Pretre/Orchestre de Paris, 1969 EMI/Warner
- Milhaud: Music for 2 Pianos - Carnaval d'Aix - Suites - Georges Pretre, 2001 EMI/Warner
- Puccini: Tosca - Maria Callas/Georges Pretre, 1965 EMI
- Ravel: Shéhérazade; 5 Mélodies Populaires Grecques - Georges Pretre/Gonzalo Soriano/Orchestre de la Société des concerts du Conservatoire/Victoria de Los Ángeles, 1963/1967 EMI/Warner
- Roussel: Symphony Nos. 2-4 & Ballets - Georges Pretre, 2006 EMI/Warner
- Saint-Saëns: Le carnaval des animaux - Georges Pretre, 2013 EMI
- Maria Callas - Callas À Paris II - Georges Prêtre/Maria Callas/Orchestre de la Société des concerts du Conservatoire, 1995 EMI
- New Year's Day Concert 2008 - Wiener Philharmoniker/Georges Prêtre, 2008 Decca
- New Year's Day Concert 2010 - Wiener Philharmoniker/Georges Prêtre, 2010 Decca
- Offenbach, Les contes d'Hoffmann (The Tales of Hoffmann) - Pretre/Domingo/Royal Opera Covent Garden, 1999 Kultur Video